# Shuga Arai
Shuga Arai (荒井 秀賀 Arai Shuga?), född 29 oktober 1999 i Yamagata prefektur, är en japansk fotbollsspelare.
Arai började sin karriär 2018 i Blancdieu Hirosaki. 2019 flyttade han till Tochigi SC.